# عزيزة (اسم)
عزيزة هو اسم علم مؤنث من أصل عربي، ومعناه هو كثيرة ماء البئر - الكثيرة الماء من الآبار.

## شخصيات تحمل الاسم
- عزيزة أمير (ممثلة مصرية، 17 ديسمبر 1901 – 28 فبراير 1952)
- عزيزة الهبري (فيلسوفة من الولايات المتحدة الأمريكية، 1943[3][4][5] – )
- عزيزة اليوسف (ناشطة حقوقية سعودية، القرن 20 – )
- عزيزة إبراهيم (9 يونيو 1976 – )
- عزيزة بناني (1943 – )
- عزيزة جلال (مغنية مغربية، 15 ديسمبر 1958 – )
- عزيزة سبيتي (17 نوفمبر 1991 – )
- عزيزة صديقي (ناشطة أفغانية، القرن 20 – )
- عزيزة عثمانة (1606 – 1669)
- عزيزة مصطفى زاده (مغنية أذربيجانية، 19 ديسمبر 1969 – )
- عزيزة اسامه حلواني (2010-)

## وصلات خارجية
- موسوعة السلطان قابوس لأسماء العرب نسخة محفوظة 5 أبريل 2019 على موقع واي باك مشين.